# Neronov križ
Neronov križ danas je poznat kao simbol mira. Izvorno značenje ovog simbola je uništenje kršćanstva. Stvorio ga je car Neron poznat i kao progonitelj kršćana. Simbol je nastao kao slomljeni, zaokruženi Kristov križ okrenut naopako. Kasnije je u Hippy pokretu iskorišten kao simbol mira u prosvjedima protiv nuklearnog oružja. Mnogi ga danas opisuju kao "otisak stopala golubice" ili "zaokružena raketa".